# Ума Търман
Ума Каруна Търман (на английски: Uma Karuna Thurman) е американска актриса, номинирана за „Оскар“ (1994 „най-добра женска поддържаща роля“ - „Криминале“) и известна най-вече с ролята си във филма на Куентин Тарантино „Убий Бил“.

## Биография
Ума е родена на 29 април 1970 година в Бостън, щата Масачузетс. Баща ѝ е професорът от Колумбийския университет, специалист по източни религии и бивш будистки монах Робърт Търман, а неговата съпруга – Нена фон Шлебрюге, бивш фотомодел и психотерапевт по професия.
Ума Търман е кръстена на индийска богиня и по това време е вероятно единственото момиче в САЩ с това име. И тя се гордее с името си, което ѝ създава малко конфузни ситуации в Япония, когато при пребиваването си там разбира, че на японски език „Ума“ означава Кон.
Причудливото ѝ име, означаващо „даваща блаженство“, ѝ дава бащата Робърт Търман. Той става първият американец, приет за монах в будистки манастир. В сан го посвещава лично Далай Лама. Скоро монашеският живот му доскучава и той се завръща в САЩ и започва да преподава в религиозния факултет на Колумбийския университет.
Майката на Ума също има впечатляваща биография. Шведка по народност, тя пристига в САЩ и започва работа като модел, живее сред хипитата през 60-те години на ХХ-век, за кратко е съпруга на идеолога на „контракултурата“ и настоящ водещ психотерапевт – Тимъти Лиъри.
Кариерата на Ума Търман като актриса започва лесно. Първоначално Ума пристига в Ню Йорк, опитвайки се да пробие като фотомодел. Участва във филма на Тери Гилиъм Приключенията на барон Мюнхаузен. Истинския ѝ талант блясва във филма „Хенри и Джун“, където играе ролята на съпругата на Хенри Милър. Филма поразява пуританската американската цензура със своята откровеност и попада в графа – порнография (по-късно рейтингът е намален на NC-17), а Ума Търман получава прозвището „секссимвол на интелектуалците“.
Куентин Тарантино поверява на Търман поддържаща роля в своя филм „Криминале“. За ролята си Ума получава номинация за Оскар.

## Личен живот
През май 1998 г. Ума Търман се омъжва за партньора си от филма „Гатака“ – Итън Хоук. Това е нейният втори брак.
Първият ѝ съпруг е също актьор – Гари Олдман, с когото се развежда поради непрекъсните му пиянски скандали и изневери. Сватбата ѝ с Хоук се състои в катедралата „Св. Йоан“ в Манхатън. С Итън Хоук има две деца – Мая и Левон.
След развода си с Хоук Търмън живее с бизнесмена Арпад Бюсън, с кого започва да излиза през 2007 г., но обявява официално връзката си през юни 2008 г. През февруари 2012 г. сп. „Лайф и Стайл“ пише, че Търман е бременна. На 15 юли 2012 г. Ума Търман ражда момиченце на Арпад Бюсон.

## Филмография
| година | филм                                                     | оригинално заглавие                                | роля                                | бележки |
| ------ | -------------------------------------------------------- | -------------------------------------------------- | ----------------------------------- | --- |
| 1988   |                                                          | Johnny Be Good                                     | Джорджа Елканс                      | |
| 1988   | Опасни връзки                                            | Dangerous Liaisons                                 | Сесил дьо Воланж                    | |
| 1988   |                                                          | Kiss Daddy Goodnight                               | Лора                                | |
| 1988   | Приключенията на барон Мюнхаузен                         | The Adventures of Baron Munchausen                 | Венера / Роуз                       | |
| 1990   | Хенри и Джун                                             | Henry & June                                       | Джун Милър                          | |
| 1990   |                                                          | Where the Heart Is                                 | Дафне Макбейн                       | |
| 1991   | Робин Худ                                                | Robin Hood                                         | Мариан                              | телевизионен филм |
| 1992   | Последен анализ                                          | Final Analysis                                     | Даяна Бейлър                        | |
| 1992   | Дженифър 8                                               | Jennifer 8                                         | Хелън Робъртсън                     | |
| 1993   | Лудото куче и Глория                                     | Mad Dog and Glory                                  | Глория                              | |
| 1993   | Дори каубойките плачат                                   | Even Cowgirls Get the Blues                        | Сиси Ханкшоу                        | - номинация – Златна малинка за най-лоша актриса. |
| 1994   | Криминале                                                | Pulp Fiction                                       | Миа Уолъс                           | - номинация – Оскар за най-добра поддържаща женска роля. - номинация – Златен глобус за най-добра поддържаща актриса. - номинация – Награда на БАФТА за най-добра актриса в главна роля.                                                                      |
| 1995   | Месец край езерото                                       | A Month by the Lake                                | госпожица Бюмонт                    | |
| 1996   | Като куче и котка                                        | The Truth About Cats & Dogs                        | Ноел                                | |
| 1996   | Красиви момичета                                         | Beautiful Girls                                    | Андера                              | |
| 1996   |                                                          | Duke of Groove                                     | Мая                                 | телевизионен филм |
| 1997   | Гатака                                                   | Gattaca                                            | Айрин Касини                        | |
| 1997   | Батман и Робин                                           | Batman & Robin                                     | Доктор Памела Айли / Отровната Айви | - номинация – Златна малинка за най-лоша поддържаща актриса. |
| 1998   | Клетниците                                               | Les Misérables                                     | Фантин                              | |
| 1998   | Отмъстителите                                            | The Avengers                                       | Ема Пил                             | - номинация – Златна малинка за най-лоша актриса. |
| 1999   | Сладък и гаден                                           | Sweet and Lowdown                                  | Бланш                               | |
| 2000   | Вател                                                    | Vatel                                              | Ан дьо Монтозир                     | |
| 2000   | Златният бокал                                           | The Golden Bowl                                    | Шарлот Стант                        | |
| 2001   | Лента                                                    | Tape                                               | Ейми Рандал                         | |
| 2001   | Стените на Челси                                         | Chelsea Walls                                      | Грейс                               | |
| 2002   | Истерична слепота                                        | Hysterical Blindness                               | Деби Милър                          | също продуцент - Златен глобус за най-добра актриса в минисериал или телевизионен филм. |
| 2003   | Заплащането                                              | Paycheck                                           | доктор Рейчъл Портър                | |
| 2003   | Убий Бил                                                 | Kill Bill Volume 1                                 | Беатрикс Кидо                       | - Сатурн за най-добра актриса. - Емпайър за най-добра актриса. - номинация – Награда на БАФТА за най-добра актриса в главна роля. - номинация – Златен глобус за най-добра актриса в драматичен филм. - номинация – Сателит за най-добър оригинален сценарий. |
| 2004   | Убий Бил 2                                               | Kill Bill Volume 2                                 | Беатрикс Кидо                       | - номинация – Златен глобус за най-добра актриса в драматичен филм. - номинация – Сателит за най-добра актриса в драматичен филм. - номинация – Сатурн за най-добра актриса. - номинация – Емпайър за най-добра актриса.                                      |
| 2005   | Игра по ноти                                             | Be Cool                                            | Еди Атънс                           | |
| 2005   | Малки тайни                                              | Prime                                              | Рафи Гардет                         | |
| 2005   | Продуцентите                                             | The Producers                                      | Ула Инга тор Хансен                 | |
| 2006   | Моята супер бивша                                        | My Super Ex-Girlfriend                             | Джени Джонсън                       | |
| 2007   |                                                          | The Naked Brothers Band: The Movie                 | себе си                             | |
| 2008   | Животът пред очите ѝ                                     | The Life Before Her Eyes                           | Даяна                               | |
| 2008   | Съпруга по неволя                                        | The Accidental Husband                             | Ема Лойд                            | също продуцент |
| 2008   |                                                          | My Zinc Bed                                        | Елза Куин                           | |
| 2008   |                                                          | A Muppets Christmas: Letters to Santa              | Джой                                | телевизионен филм |
| 2009   |                                                          | Motherhood                                         | Елайза Уелш                         | |
| 2010   | Пърси Джаксън и боговете на Олимп: Похитителят на мълнии | Percy Jackson & the Olympians: The Lightning Thief | Медуза                              | |
| 2010   |                                                          | Ceremony                                           | Зоуи                                | |
| 2012   | Бел Ами                                                  | Bel Ami                                            | Мадлен Форестие                     | |
| 2012   |                                                          | Smash                                              | Ребека Дювал                        | телевизионен сериал, 5 епизода |
| 2012   | Игри на сърцето                                          | Playing for Keeps                                  | Пати                                | |
| 2013   | Пълен т*шак                                              | Movie 43                                           | Лоис Лейн                           | |
| 2013   | Нимфоманка                                               | Nymphomaniac                                       | г-жа Х                              | |
| 2015   |                                                          | The Slap                                           | Анук                                | телевизионен сериал, 6 епизода |
| 2015   | Повелителят на кухнята                                   | Burnt                                              | Симон                               | |
| 2023   | Червено, бяло и кралско синьо                            | Red, White & Royal Blue                            | Елън Клермонт                       | |